# Удачное (Запорожская область)
Удачное (укр. Удачне) — село,
Фруктовский сельский совет,
Мелитопольский район,
Запорожская область,
Украина.
Код КОАТУУ — 2323086709. Население по переписи 2001 года составляло 145 человек.

## Географическое положение
Село Удачное находится на правом берегу реки Тащенак,
выше по течению на расстоянии в 4 км расположено село Новониколаевка.
Рядом проходят автомобильная дорога М-14 (E 58) и
железная дорога, станция Тащенак в 2,5 км.

## Происхождение названия
На территории Украины 4 населённых пункта с названием Удачное.

## История
Село было основано в мае—августе 1929 года. Тогда в нём было 80 дворов, сейчас — 100.
29 июля 2007 года, вскоре после планового ремонта, упала проржавевшая водонапорная башня, и жители села были вынуждены несколько месяцев пользоваться водой из оросительного канала.
Работы по газификации села начались в 2002 году, и в 2008 году село было газифицировано.